# El Real de San Vicente
El Real de San Vicente es un municipio y localidad española de la provincia de Toledo, en la comunidad autónoma de Castilla-La Mancha. El término municipal, ubicado en la sierra de San Vicente, tiene una población de 981 habitantes (INE 2024).

## Toponimia
El término «real» significa «Campamento de un ejército, y especialmente el lugar donde está la tienda del rey o general», y deriva del árabe hispánico raḥál majada, aldea.

## Geografía
La localidad está situada en plena sierra de San Vicente, a una altitud de 751 m sobre el nivel del mar.
El municipio limita con los términos de Fresnedilla e Higuera de las Dueñas en la provincia de Ávila y Pelahustán, Garciotum, Castillo de Bayuela, Hinojosa de San Vicente, Navamorcuende, Almendral de la Cañada y La Iglesuela del Tiétar en la de Toledo.
| Noroeste: Almendral de la Cañada  | Norte: La Iglesuela del Tiétar | Noreste: Fresnedilla e Higuera de las Dueñas |
| Oeste: Navamorcuende              |                                | Este: Pelahustán                             |
| Suroeste: Hinojosa de San Vicente | Sur: Castillo de Bayuela       | Sureste: Garciotum                           |

## Historia
Son numerosas las estelas vetonas, castros cruces celtas y verracos prerromanos que confirman la gran importancia estratégica que siempre ha tenido.
Famoso por su resistencia a los romanos, fue Viriato quien combatió en estas montañas. Durante el bajo medievo perteneció al estado de Bayuela. Durante la Reconquista hubo frecuentes combates en los alrededores quedando una extensión con el nombre del Morocaro. Conquistada la misma, la aldea pasó a formar parte de la Comunidad de Villa y Tierra de Ávila siendo repoblada con familias abulenses. 
En 1631 se recibió el privilegio de villazgo. A mediados del siglo XIX, el lugar contaba con una población censada de 722 habitantes. La localidad aparece descrita en el decimotercer volumen del Diccionario geográfico-estadístico-histórico de España y sus posesiones de Ultramar de Pascual Madoz de la siguiente manera:

REAL DE SAN VICENTE: v. con ayunt. en la prov. de Toledo (12 leg.), part. jud. de Talavera de la Beina (4 1/2), dióc. de Avila (12), aud. terr. de Madrid (18), c. g. de Castilla la Nueva: sit. en una llanura dominada por 3 cerros llamados Cabeza del Oso al N., la Cigüeña al E., y Cuesta del Canto Ituero al O., que le hacen de limitado horizonte, es de clima templado, reinan los vientos del SO. y se padecen tercianas. Tiene 223 casas, la de ayunt., cárcel; escuela dotada con 330 rs. de los fondos públicos, á la que asisten 16 niños; igl. parr. (Sta. Catalina) curato de segundo ascenso y de provision ordinaria; en los afueras las ermitas de Ntra. Sra. de la Asuncion y San Nicolás con culto público, y el cementerio: es pueblo abundante de aguas y leñas. Su term. confina al N. con los de Almendral, Iglesuela é Higuera de las Dueñas (este último de la prov. de Avila); E. Pelahustan y Garciotum; S. Castillo de Rayuela, y O. Hinojosa y Navamorcuende, en cuya comprension se hallan el conv. del Piélago (V.), mucho monte de roble, enebro y morales; algún plantío de viñas, olivos, nogales, castaños y frutales en abundancia. El terreno es á propósito para sembrar legumbres, linos y algunos cereales: los caminos vecinales y malos: el correo se recibe en Talavera. prod.: trigo, centeno, cebada, cerezas, guindas, melocotones, castañas, vino y aceite; se mantiene ganado lanar, cabrío, vacuno y gusanos de seda, y se cria caza menuda. pobl.: 214 vec., 722 alm. cap. prod.: 560,909 rs. imp.: 15,673. contr.: 30,000.
Este pueblo se hizo v. en 1631; pertenecia al señorio del marqués de Montesclaros, cast. de Bayuela y l. anejos, que recibió por el privilegio de villazgo 1,500 ducados.
(Madoz, 1849, p. 379)

## Demografía
Cuenta con una población de 981 habitantes (INE 2024).
| Gráfica de evolución demográfica de El Real de San Vicente entre 1842 y 2021                                          |
| |
| Población de derecho según los censos de población del INE. Población de hecho según los censos de población del INE. |

## Administración
| Periodo   | Nombre                                                              | Partido |
| --------- | ------------------------------------------------------------------- | ------- |
| 1979-1983 | Carmen García Rubio                                                 | AP      |
| 1983-1987 | Carmen García Rubio (1983-1986) Jesús Sánchez Fernández (1986-1987) | AP      |
| 1987-1991 | Jesús Sánchez Fernández                                             | PP      |
| 1991-1995 | María del Pilar Rubio Ramos                                         | PP      |
| 1995-1999 | María del Pilar Rubio Ramos                                         | PP      |
| 1999-2003 | Lorenzo Martín Maqueda                                              | PSOE    |
| 2003-2007 | Antonio Rubio García                                                | PP      |
| 2007-2011 | Lorenzo Martín Maqueda                                              | PSOE    |
| 2011-2015 | Lorenzo Martín Maqueda                                              | PSOE    |
| 2015-2019 | Jorge Luis Martín                                                   | PSOE    |
| 2019-2023 | Jorge Luis Martín                                                   | PSOE    |

## Patrimonio
- Iglesia parroquial de Santa Catalina. Edificio del siglo XVII-XVIII, de estilo barroco. Consta de una nave dividida en cinco tramos por pilares adosados. En su interior se encuentran cuatro esculturas de madera policromada del siglo XVIII, obra de Luís Salvador Carmona, entre la que destaca por su belleza la Virgen de los Dolores.
- Ermita de San Nicasio. Del siglo XX, está situada en el parque que recibe el mismo nombre.
- Molinos de la Tejea. Se encuentran sobre la Garganta de la Tejea. Arquitectura preindustrial que estuvieron en uso hasta mediados del siglo XX. Tres de ellos cuentan con una pequeña balsa previa de almacenamiento. Todos son de una sola piedra, salvo el cuarto que cuenta con dos y que también tenía dos plantas; la superior destinada a la vivienda y la inferior como molino.[cita requerida]
- Fuente de los Veneruelos. Fuente-abrevadero del siglo XVII. Estilo barroco. Construida con grandes sillares de piedra, con frontón triangular, tímpano liso y coronamiento en cruz. Tiene tres caños que vierten a un abrevadero de piedra alargado. [cita requerida]
- Baños Fuente de la Pólvora. En el pasado se trataba de un balneario donde se podían tomar baños fríos y calientes, de aguas medicinales, con propiedades beneficiarias para las enfermedades reumáticas. El nombre de Pólvora se lo dieron por el olor que desprendía el agua. Comenzó a funcionar a mediados de 1900.[cita requerida]

## Folklore
Cabe destacar su danza de cintas conocida como el Tejetecordón y su rondón tocado con pandero (similar a los abulenses).

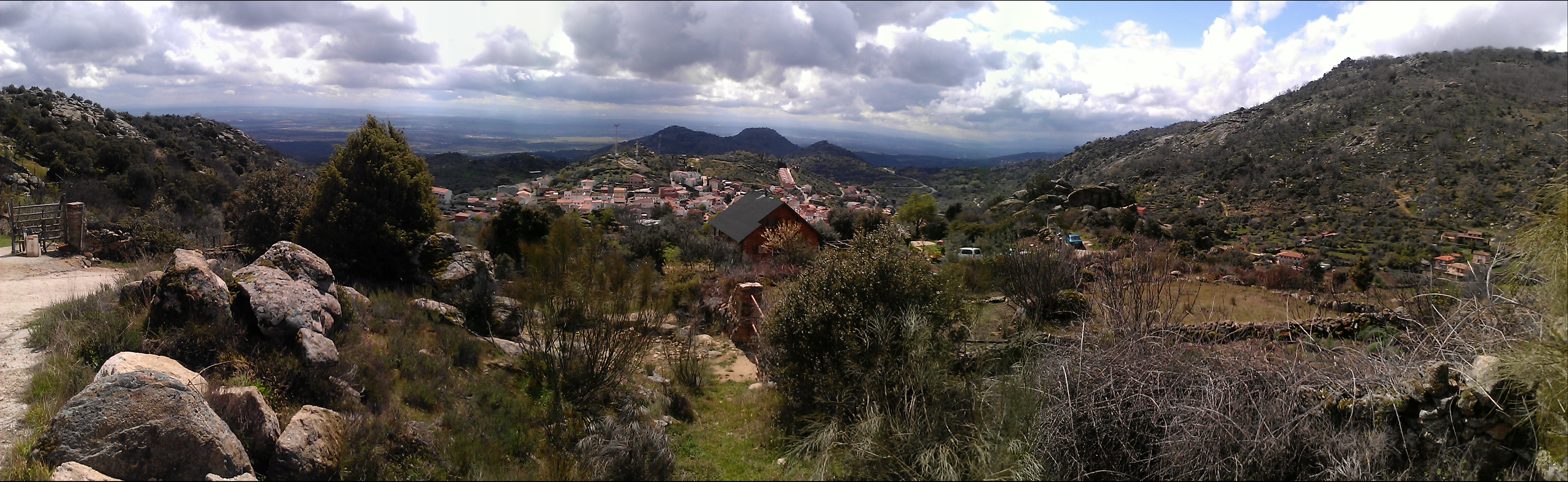
Panorámica de la localidad con los Montes de Toledo al fondo, en el horizonte lejano.